# 2016年7月沙特恐怖袭击事件
2016年7月沙特恐怖袭击事件是2016年7月4日发生在沙特阿拉伯的一系列爆炸案。
麦地那先知清真寺一处检查口外发生自杀式炸弹袭击。一名自杀炸弹手在伊斯兰世界最神圣的地点之一沙特阿拉伯麦地那先知清真寺一处检查口外引爆炸弹。4名保安被炸死，5人受伤。他们阻止袭击者进入清真寺时被人肉炸弹袭击。
该清真寺是伊斯兰教第二大圣地，632年归真的先知默罕默德安葬之处。每年，来自全球各地的数以百万计的穆斯林在麦加朝圣期间会来拜访先知寺。

## 类似事件
斋月即将结束之际，沙特还发生了另外两起爆炸。东部城市卡提夫一座什叶派清真寺遭一名自杀炸弹手袭击，没有人员伤亡。另有一名自杀炸弹手在美国驻西部城市吉达的领事馆附近引爆自尽。美国使馆通报，美方工作人员没有伤亡。